# جرالد هرشفیلد
جرالد هرشفیلد (انگلیسی: Gerald Hirschfeld; ۲۵ آوریل ۱۹۲۱ – ۱۳ فوریهٔ ۲۰۱۷) فیلم‌بردار و کارگردان تلویزیونی اهل ایالات متحده آمریکا بود.

## فیلم‌شناسی
- با این دست‌ها (۱۹۵۰)
- وضعیت رفع خطر (۱۹۶۴)
- تابستان گذشته (۱۹۶۹)
- خداحافظ کلومبوس (۱۹۶۹)
- خاطرات یک زن خانه‌دار دیوانه (۱۹۷۰)
- آرزوهای تابستان، رؤیاهای زمستان (۱۹۷۳)
- فرانکنشتاین جوان (۱۹۷۴)
- آخرین مبارز (۱۹۷۵)
- بزرگ‌ترین عاشق دنیا (۱۹۷۷)
- کما (۱۹۷۸)
- عاشقان یکشنبه (۱۹۸۰)
- همسایه‌ها (۱۹۸۱)
- سال محبوب من (۱۹۸۲)
- بودن یا نبودن (۱۹۸۳)